# VerbaAlpina

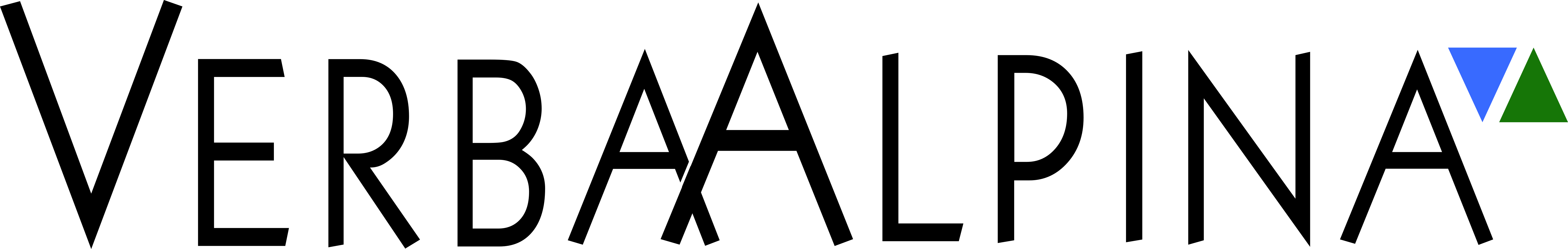
Das Logo des universitären Forschungsprojekts VerbaAlpina.

VerbaAlpina (VA) ist ein Forschungsprojekt, das an der Ludwig-Maximilians-Universität München (LMU) angesiedelt ist und den Sprach- und Kulturraum der Alpen untersucht. Im Rahmen des Forschungsprojekts werden für die Gebirgsregion charakteristische Begriffe sowie die entsprechenden Dialektwörter je nach Projektphase ausgewählt, systematisch erfasst und mit informatischen Methoden analysiert und präsentiert. VerbaAlpina wird in einer Kooperation zwischen dem Institut für Romanische Philologie und der IT-Gruppe Geisteswissenschaften (ITG) durchgeführt und verbindet in einem interdisziplinären Ansatz Sprachwissenschaft, Volkskunde und Informationstechnologie im Sinne der Digital Humanities. Das Projekt wird seit 2014 als Langfristvorhaben von der Deutschen Forschungsgemeinschaft (DFG) gefördert und von zahlreichen internationalen Partnern aus dem gesamten Alpenraum unterstützt. Neben dem primären fachwissenschaftlichen Anliegen spielt bei VerbaAlpina die Entwicklung von exemplarischen Lösungsansätzen für die spezifischen Herausforderungen, die sich organisch aus dem konsequenten Einsatz der elektronischen Datenverarbeitung und Vernetzung ergeben, eine zentrale Rolle. Insofern leistet das Projekt auch Beiträge, deren Bedeutung über die konkrete Fachbindung hinausreicht und die ganz grundsätzlich in die weitere Entwicklung der Digital Humanities hineinwirken können.

## Projektbeschreibung
VerbaAlpina umfasst als (staats)grenzübergreifendes Projekt Teile der germanischen, romanischen und slawischen Sprachfamilie. Hinsichtlich der Romania Alpina können neben dem Französischen und Italienischen vor allem auch die folgenden, gemäß der in der Schweiz und in Italien politisch anerkannten Sprachen bzw. Dialekte hervorgehoben werden: das Okzitanische, Franko-Provenzalische, Rätoromanische, Dolomitenladinische sowie das Friaulische.
VerbaAlpina untersucht den durch die Alpenkonvention definierten Alpenraum auf sein gemeinsames kultur- und sprachgeschichtliches Erbe, wobei die Untersuchung der im Alpenraum gesprochenen Einzelsprachen und Dialekte anhand von ausgewählten Sachgebieten im Zentrum dieses universitären Forschungsprojekts steht. Während VerbaAlpina in seiner ersten Projektphase von Oktober 2014 bis Oktober 2017 den Wortschatz aus dem Gebiet der Almwirtschaft in den Mittelpunkt rückte, fokussierte sich die zweite Projektphase von November 2017 bis Oktober 2020 auf Landschaftsformationen, das Wetter sowie die Flora und Fauna. In der aktuellen, wiederum 3-jährigen, Projektphase seit November 2020 steht hingegen mit dem Vokabular aus der Ökologie und dem Tourismus ein moderner Lebensbereich im Zentrum. Die leitende Absicht von VerbaAlpina besteht einerseits darin, die diesbezüglich bereits vorliegenden Daten aus Sprachatlanten und Wörterbüchern in aufbereiteter und sprachgeschichtlich analysierter Form zugänglich zu machen und andererseits, etwaige Leerstellen des Datenbestands durch digitale Sprecherbefragung bzw. Crowdsourcing zu ergänzen.

## Interaktive Karte

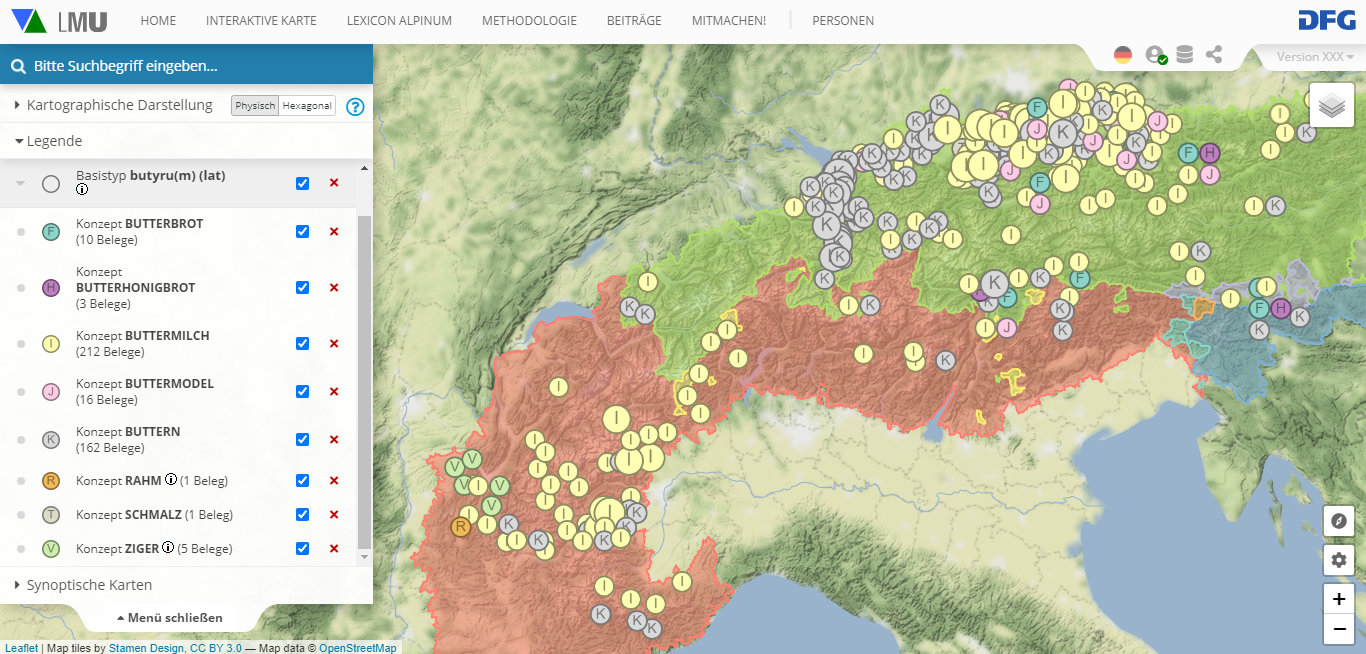
Die unterschiedlichen Konzepte mit Basistyp butyrum (dt. Butter) auf der interaktiven Karte von VerbaAlpina.

Der webbasierte Projektansatz von VerbaAlpina erleichtert im Allgemeinen nicht nur staaten- und fachübergreifende Forschung, sondern bietet spezifisch mit einer interaktiven online-Karte die Möglichkeit, die sprachlichen Kerndaten je nach Bedarf zu sortieren und zu visualisieren. So zeigt die beigefügte Abbildung beispielsweise die unterschiedlichen Konzepte (z. B. buttern, Butterbrot, Buttermilch, Buttermodel, Rahm, Schmalz, Ziger), die alle auf den lateinischen Basistyp butyrum (dt. Butter) zurückgehen.
Des Weiteren bietet die interaktive Karte den Vorteil, dass das Sprachmaterial nicht nur aus onomasiologischer, sondern auch aus semasiologischer Perspektive dargestellt werden kann. In Bezug auf Letzteres werden somit die Einschränkungen einer traditionell-geolinguistischen Perspektive überwunden, indem die speziell konzipierte Interaktionskarte von VerbaAlpina auch den Zugang zu den Sprachbelegen einzelner Informanten ermöglicht. So wurde das Konzept Butter beispielsweise in Reit am Winkl als Budda, in Matrei in Osttirol als Patzle Butta, in Dorfgastein als Buttan und in Großarl als Buttersticki oder Butta-Schmoäuz bezeichnet und legt somit die sprachliche Vielfalt in der Region offen.
Über die interaktive Karte sollen die von VerbaAlpina analysierten Sprachdaten auf intuitive und verständliche Weise der Öffentlichkeit zugänglich gemacht werden. Um die Nutzerfreundlichkeit der interaktiven Karte zu verbessern, wurde ein spezielles Videotutorial erstellt, das in den Sprachen Deutsch, Italienisch und Französisch zur Verfügung steht. Des Weiteren dienen speziell eingerichtete Features der punktuellen Unterstützung, wie beispielsweise Fragezeichen-Buttons, die durch Anklicken einen kurzen Hilfetext erzeugen.

## Lexicon Alpinum
Neben der interaktiv konzipierten Karte ist das Lexicon Alpinum zentraler Bestandteil des Forschungsprojekts. Es stellt im Kern eine alphabetisch geordnete Liste der von VerbaAlpina gesammelten morpho-lexikalischen Typen, Basistypen und Konzepte dar, die ggf. mit projektrelevanten Kommentaren ergänzt wurden. Seit der VA-Version 20/2 präsentiert das Lexicon Alpinum außerdem Informationen, die in den Infowindows der interaktiven Karte versammelt sind. Dabei handelt es sich vor allem um Links zu korrespondierenden Artikeln in Referenzwörterbüchern oder im Fall der Konzepte zu den Wikidata-Datenobjekten. Die Verlinkung mit Wikidata operiert mit einem persistenten Identifikator (Q-ID) und bietet somit die Perspektive einer sprachübergreifenden Verknüpfung. Beispielsweise ist dem Konzept Molke die Q-ID 185009 zugeordnet. Wird dieser Begriff in italienischer Sprache in das Suchfeld eingegeben, werden auch die vorliegenden Ergebnisse in den anderen Sprachen angezeigt.  

## Methodik
Für die Analyse im Rahmen von VerbaAlpina werden einerseits bereits existente, analoge Sprachdaten aufbereitet, während diese andererseits durch aktuelle Sprechertendenzen mithilfe des Crowdsourcings digital erweitert werden. Die Ergänzungen via der online Sprecherbefragung sind notwendig, da die zur Verfügung stehenden Sprachatlanten oder Wörterbücher jeweils nur geographische Teilbereiche des Alpenraums abdecken und sich teilweise erheblich hinsichtlich der Entstehungszeit und der dokumentierten Konzepte unterscheiden, was einen mehr oder weniger inhomogenen Datenbestand zur Folge hat. Beim Umgang mit den Forschungsdaten orientiert sich VerbaAlpina dabei an den FAIR-Prinzipien. VerbaAlpina verwaltet die Kerndaten in einer relationalen MySQL-Datenbank. Dort liegen die Daten in logisch strukturierter Form und transparent dokumentierter Zeichenkodierung vor. Mithilfe eines flexiblen Schnittstellen-, Versionierungs- und Archivierungskonzept wird Dritten zudem ermöglicht, die primären Datenstrukturen von VerbaAlpina extern zu verwenden bzw. anzupassen. Detaillierte Ausführungen zu methodisch relevanten Themen, sind auf der Website des Forschungsprojekts unter der Rubrik Methodologie auf Deutsch, Englisch, Französisch, Italienisch, Slowenisch und Rätoromanisch zugänglich.

## Crowdsourcing

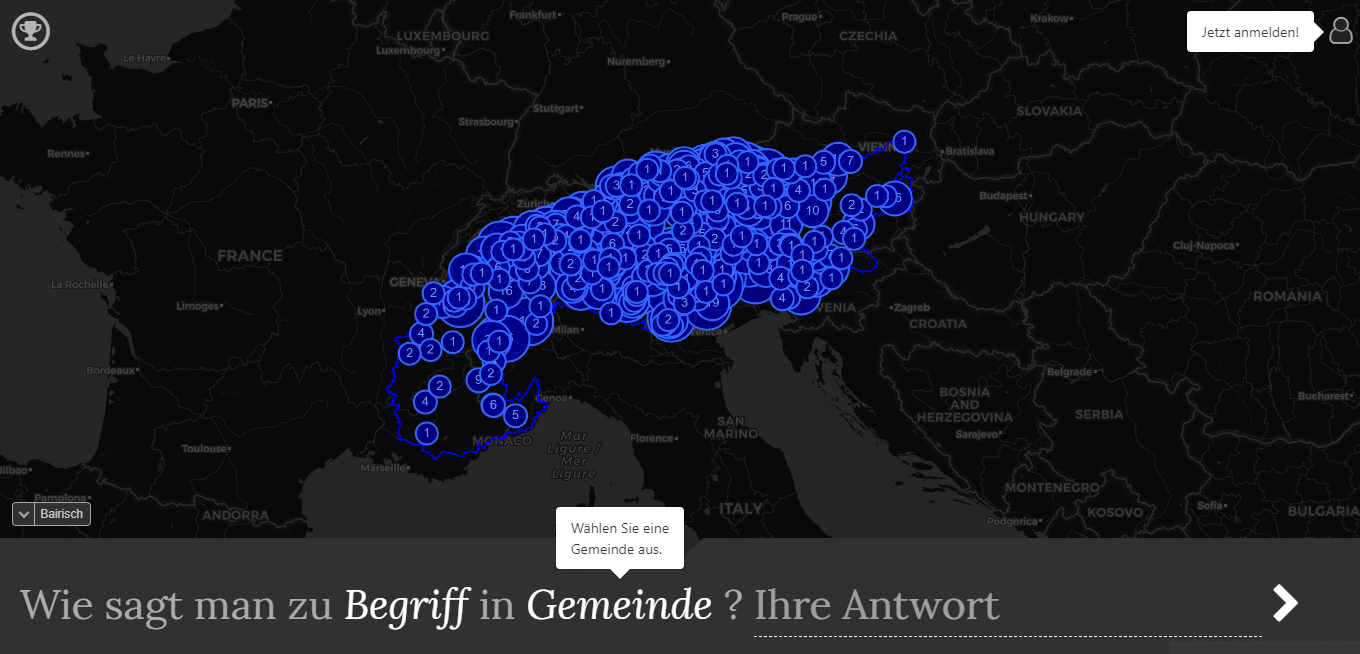
Das Crowdsourcing-Tool von VerbaAlpina.

VerbaAlpina wird durch ein entsprechend eingerichtetes Crowdsourcing-Tool stetig erweitert und bietet Sprechern eines im Alpenraum gesprochenen Dialekts nicht nur die Möglichkeit, ihre Kenntnisse für das Projekt produktiv nutzbar zu machen, sondern regt darüber hinaus auch dazu an, eigenes Sprachwissen zu reflektieren und im historischen Zusammenhang neu zu entdecken. Konkret können Informanten beitragen, indem sie dialektale Ausdrücke in den Datenbestand von VerbaAlpina eintragen oder Bilder eines alpentypischen Objekts hochladen. Die von der Crowd beigesteuerten Beiträge werden wissenschaftlich evaluiert und auf der interaktiven Karte visualisiert.

## Weblink zum Forschungsprojekt
- Website VerbaAlpina

## Belege
1. ↑  Institut für Romanische Philologie
2. ↑  IT-Gruppe Geisteswissenschaften
3. ↑  Thomas Krefeld und Stephan Lücke: Das Projekt. In: VerbaAlpina. Ludwig-Maximilians-Universität, abgerufen am 3. Februar 2021.
4. ↑  Partner. In: VerbaAlpina. Ludwig-Maximilians-Universität, abgerufen am 3. Februar 2021.
5. ↑  Thomas Krefeld und Stefan Lücke: VerbaAlpina going FAIR - Was ein Projekt zu seiner Nachhaltigkeit beitragen kann (und was nicht). In: VerbaAlpina. Ludwig-Maximilians-Universität, abgerufen am 3. Februar 2021.
6. ↑  Christina Mutter / Markus Kunzmann: "... und wie sagt man bei Euch daheim?" In: Tegernseer Tal Zeitschrift für Kultur, Geschichte, Menschen und Landschaft. Nr. 168. Tegernseer Tal Verlag, Tegernsee, S. 31–34 (Online [PDF]).
7. ↑  Rahmenkonvention. alpconv.org, abgerufen am 3. Februar 2021.
8. ↑  Christina Mutter / Markus Kunzmann: Dialektdatenerhebung neu gedacht: Vom Nutzen des Netzes für die Sprachwissenschaft. In: Sprachreport. Nr. 2. Leibniz-Institut für Deutsche Sprache (IDS), Mannheim 28. Juni 2020, S. 32–37 (Online [PDF]).
9. 1 2  Interaktive Karte. Ludwig-Maximilians-Universität, abgerufen am 3. Februar 2021.
10. ↑  online-Karte
11. ↑  Konzepte
12. ↑  Duden | buttern | Rechtschreibung, Bedeutung, Definition, Herkunft. Abgerufen am 8. März 2021.
13. ↑  Basistyp
14. ↑  Typisierung, auf verba-alpina.gwi.uni-muenchen.de
15. ↑  Christina Mutter und Florian Zacherl: Visualising Language in Space - New Approaches in Linguistic Cartography. Entstanden im Rahmen eines VIS4DH-Workshops. In: IEEE Computer Society (Hrsg.): Proceedings of the IEEE. Vancouver 20. Oktober 2019 (englisch, dbvis.de [PDF]).
16. ↑  Interaktive Karte. Ludwig-Maximilians-Universität, abgerufen am 3. Februar 2021.
17. ↑  Videotutorial
18. ↑  Versionierung, auf verba-alpina.gwi.uni-muenchen.de
19. ↑  Referenzwörterbücher, auf verba-alpina.gwi.uni-muenchen.de
20. ↑  Lexicon Alpinum. In: VerbaAlpina. Ludwig-Maximilians-Universität, abgerufen am 3. Februar 2021.
21. ↑  Thomas Krefeld und Stefan Lücke: Crowdsourcing. In: VerbaAlpina. Ludwig-Maximilians-Universität, abgerufen am 3. Februar 2021.
22. ↑  Stephan Lücke: FAIR-Prinzipien. In: VerbaAlpina. Ludwig-Maximilians-Universität, abgerufen am 3. Februar 2021.
23. ↑  Mark D. Wilkinson, Michel Dumontier, IJsbrand Jan Aalbersberg et al.: The FAIR Guiding Principles for scientific data management and stewardship. In: Nature. Nr. 3, 15. März 2016 (nature.com – Artikelnummer 160018 (2016)).
24. ↑  API Dokumentation. In: VerbaAlpina. Ludwig-Maximilians-Universität, abgerufen am 3. Februar 2021.
25. ↑  Stephan Lücke: Datenbank-Dokumentation. In: VerbaAlpina. Ludwig-Maximilians-Universität, abgerufen am 3. Februar 2021.
26. ↑  Verba Alpina. Abgerufen am 8. März 2021 (deutsch).
27. ↑  Crowdsourcing-Tool
28. ↑  Crowdsourcing. In: VerbaAlpina. Ludwig-Maximilians-Universität, abgerufen am 3. Februar 2021.
29. ↑  Interaktive Karte, auf verba-alpina.gwi.uni-muenchen.de